# Kans (kansrekening)
Kans of waarschijnlijkheid is een basisbegrip uit de kansrekening en statistiek dat in de theorie axiomatisch is gedefinieerd en op verschillende wijze geïnterpreteerd kan worden. De belangrijkste interpretaties zijn:
- Klassiek: als uitdrukking voor het optreden van gelijk mogelijke uitkomsten.
- Frequentistisch: als relatieve frequentie of frequentiequotiënt.
- Bayesiaans: als subjectieve mate van persoonlijke overtuiging

## Klassiek
In de klassieke opvatting wordt aan elk van een eindig aantal, zeg n, uitkomsten die alle even waarschijnlijk zijn, de kans 1/n toegekend. Men spreekt ook wel van symmetrie.
Deze definitie heeft als voordeel dat zij bruikbaar is zonder het experiment te hoeven uitvoeren. Deze interpretatie heeft dus niets van doen met (denkbeeldige) experimenten, maar geeft uitdrukking aan een kennispositie (epistemologische kans-interpretatie).

## Frequentistisch
Bij de frequentie-interpretatie wordt de kans op het optreden van een onzekere gebeurtenis opgevat als het frequentiequotiënt van het optreden van die gebeurtenis in een zeer lange reeks experimenten. De kans is altijd een getal tussen 0 en 1, of in procenten uitgedrukt tussen 0 en 100%.

## Bayesiaans
In de bayesiaanse kansopvatting is kans een subjectief begrip waarmee de mate van iemands persoonlijke overtuiging wordt aangegeven.

## Kansverdeling
De bij een bepaald experiment behorende uitkomsten en kansen worden gezamenlijk wel aangeduid als kansverdeling. Voorbeelden van kansverdelingen zijn de binomiale verdeling en de normale verdeling.

## Voorbeelden

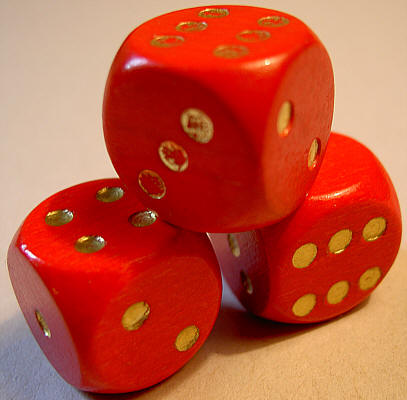
Dobbelstenen

Een voorbeeld van de frequentie-interpretatie is het werpen met een duidelijk niet zuivere munt. In een lange reeks worpen zal bv. blijken dat de kans op "kop" rond de waarde 0,57 varieert en deze waarde lijkt te naderen. We zeggen dan dat voor deze munt de kans op de uitkomst "kop" gelijk is aan 0,57.
Een voorbeeld van symmetrie is het werpen met een zuivere munt. Zonder te werpen stellen we de kansen op de uitkomsten "kop" en "munt" beide op 1/2.
Stel nu echter dat ons verteld wordt dat onze munt onzuiver is, maar dat wijzelf geen enkel experiment met de munt hebben gedaan. Bij de epistemologische kans-opvatting is de kans op "munt" bij onze eerste experiment nog steeds 1/2, terwijl de frequentist zal beweren dat dat nu juist niet zo is. Zelfs na een enkel experiment weten we al meer en de aanhanger van de epistemologische kans-opvatting zal zijn kans aanpassen.
Bij een worp met een ideale (of: zuivere) dobbelsteen, heeft vanwege de symmetrie elke zijde dezelfde kans, dus 1/6, om boven te komen. Ook hier is het onze kennispositie die ons deze toewijzing laat maken.
De uitkomst van het gooien van dobbelstenen is bij een experiment niet alleen gegeven door het al of niet zuiver-zijn van de dobbelsteen, ook de beginvoorwaarden van het werpen spelen een rol. Dit laat nogmaals zien dat de kans 1/6 niets anders is dan een epistemologisch verantwoorde toekenning, men kent immers de experimentele situatie niet.